# Patriotic School

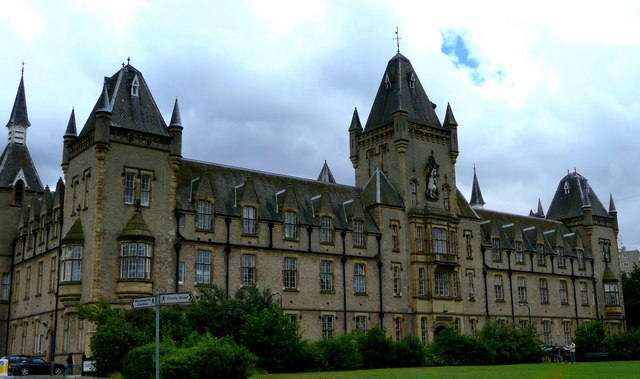
Royal Victoria Patriotic Asylum School, Wandsworth, London

De Royal Victoria Patriotic School of kortweg Patriotic School is een 19e-eeuws gebouw met monumentstatus in de wijk Wandsworth van Londen.

## Geschiedenis

### Weeshuis
De Patriotic School werd gebouwd in 1857-9 als weeshuis voor weesmeisjes, kinderen van militairen die in de Krimoorlog (1856-1859) omkwamen, het Royal Victoria Asylum for the Orphan Daughters of Soldiers and Sailors killed in the Crimean War. De school werd gefinancierd uit het Prince Albert’s Royal Patriotic Fund. 
De school werd in Gotische stijl gebouwd naar ontwerp van majoor Rhode Hawkins. Koningin Victoria legde de eerste steen al op 11 juli 1857. De hele school werd in achttien maanden gebouwd en de eerste meisjes betrokken op 1 juli 1859 het pand. Later werd een eetzaal aangebouwd, waarna het gebouw niet meer symmetrisch was. In latere jaren werden losstaande panden gebouwd zoals een ziekenboeg, een zwembad en een plantenkas.
De meisjes hadden het niet gemakkelijk. Grondwater moest opgepompt worden naar het waterreservoir in de toren, en iedere ochtend werden ze met een tuinslang schoongespoten. Hun haren werden afgeschoren. In de lerarenvertrekken werden haarden aangelegd omdat de warmeluchtvoorziening niet werkte.

### Eerste Wereldoorlog
Tijdens de oorlog werd de school gerenoveerd. De Welsh leistenen op het dak werden vervangen door leistenen uit Westmoreland. Het gebouw werd opnieuw gevoegd. 
Vanaf 5 augustus 1914 werd het gebouw gebruikt als Third London General Hospital. De inwonende kinderen werden bij gezinnen in de buurt ondergebracht. Er moesten veel aanpassingen verricht worden om het gebouw geschikt als hospitaal te maken. Er kwam een tijdelijk station, zodat gewonde militairen aangevoerd konden worden om in de Patriotic School verzorgd te worden. Er was slechts ruimte voor 200 bedden, dus buiten stonden ook tenten met gewonde soldaten. Rondom de school werden tien ziekenzalen gebouwd, ieder voor 20/25 bedden. Er kwam ook een losstaand centrum voor quarantainegevallen. In februari 1917 was er zoveel uitgebreid dat er ruimte voor 1700 bedden was.
Na de oorlog werd de school gebruikt om leraren te trainen.

### Tweede Wereldoorlog
Op de Patriotic School werden gevluchte buitenlanders die in Engeland aankwamen, ontvangen door het London Reception Centre en getest op hun betrouwbaarheid om infiltratie te voorkomen. Zij werden verhoord door officieren van de contraspionage (MI5), waaronder Oreste Pinto en Nol Wolters.
De Nederlanders die de toets doorstonden gingen vervolgens naar Eaton Square 82, waar de Nederlandse Centrale Inlichtingendienst (CID) zat onder leiding van François van 't Sant en zijn opvolger mr R.P.J. Derksema (aug. 1941 - juli 1942). Hun afdeling ondervroeg Engelandvaarders voor een andere reden: zij wilden weten hoe het in Nederland was.

### Renovatie
In 1952 werd de school aangekocht door de London County Council. Tot 1970 werd het gebouw gebruikt door een gemengde school en later door een jongensschool. In 1970 werd het gebouw onveilig, het kwam leeg te staan en raakte vervallen. Het werd tot monument verklaard, waarna het niet meer mocht worden afgebroken. In 1980 werd het te koop aangeboden. Uiteindelijk werd het voor £1 verkocht met de verplichting een restauratieplan op te zetten.
Zes jaar lang werd er verbouwd. Daags voor de opening werd er brand in de centrale hall gesticht. Na de daaropvolgende restauratie is de school weer bewoond. Er zijn nu 27 appartementen, 20 studio's, 15 workshops, een bar en een restaurant. In de voormalige kapel zijn twee kantoren gevestigd.